# 14 Herculis
14 Herculis es una estrella enana naranja situada aproximadamente a 59 años luz de la Tierra en la constelación de Hércules. No es visible a simple vista. También es conocida como Gliese 614. 
En 1998 un planeta extrasolar fue descubierto orbitando a 14 Herculis y recibió el nombre de 14 Herculis b. El planeta tiene una órbita excéntrica y de período largo y tarda más o menos 4,8 años en completarla. En 2006, un posible segundo planeta fue propuesto, llamado 14 Herculis c. Los parámetros de este planeta son inciertos, pero recientes análisis sugieren que podría estar en una resonancia de 4:1 con el planeta interior, con un período orbital de casi 19 años y una distancia a su estrella de 6,9 UA.
| Acompañante (En orden desde la estrella) | Masa (MJ)    | Período orbital (días) | Semieje mayor (UA) | Excentricidad |
| ---------------------------------------- | ------------ | ---------------------- | ------------------ | ------------- |
| b                                        | >4.64 ± 0.19 | 1773.4 ± 2.5           | 2.77 ± 0.05        | 0.369 ± 0.005 |
| c                                        | >2.1         | 6906 ± 60              | 6.9                | 0             |

## En inglés
- «HD 145675». SIMBAD. Consultado el 14 de abril de 2006.
- «14 Herculis». Solstation. Consultado el 20 de junio de 2007.
- «Notes for star 14 Her». The Extrasolar Planets Encyclopaedia. Archivado desde el original el 11 de septiembre de 2006. Consultado el 14 de abril de 2006.
- «New Worlds Atlas». JPL/California Institute of Technology. Archivado desde el original el 11 de abril de 2006. Consultado el 14 de abril de 2006.

- Datos: Q190997
- Multimedia: 14 Herculis / Q190997